# Fabasoft eGov-Suite
Die Fabasoft eGov-Suite ist eine Standardsoftware für elektronische Akten- und Vorgangsbearbeitung in der öffentlichen Verwaltung. Sie ist als Software für E-Government das führende Produkt im deutschsprachigen Raum.

## Entwicklung und Bedeutung
Die Fabasoft eGov-Suite wurde vom Linzer Unternehmen Fabasoft entwickelt. 
Im Sinne des Document Lifecycle Management werden Akten, Geschäftsstücke und Dokumente von der Software von der Erfassung, über die workflowgesteuerte Weiterleitung und Bearbeitung bis hin zur Dokumentation und revisionssicheren Archivierung gespeichert. 
Die Fabasoft eGov-Suite erfüllt alle Anforderungen und rechtlichen Standards an E-Government in den deutschsprachigen Ländern, wie das E-Government-Gesetz und das Verwaltungsverfahrensgesetz. Der Betrieb ist sowohl als On-Premises-Installation als auch als Cloud-Service möglich. 

## Lösungen
- Akten- und Vorgangsbearbeitung
- Dokumentenmanagement
- Informelle medienbruchfreie Zusammenarbeit über Workflows
- E-Services
- Revisionssichere Archivierung
- Intelligente semantische Volltextsuche
- Barrierefreie und ergonomische Benutzeroberfläche

## Verwendung in der öffentlichen Verwaltung
Österreich
In Österreich ist die Fabasoft eGov-Suite mit dem ELAK (elektronischer Akt) seit 2004 im Bund im Einsatz. Acht von neun Bundesländer verwenden das System zur digitalen Aktenverwaltung. Zuletzt startete das Land Burgenland den Software-Roll-out im März 2023.
Deutschland
In Deutschland beauftragte der Bund im Jahr 2017 Fabasoft mit der Einführung der E-Akte. Im Frühjahr 2023 wurde die 50. Bundesbehörde produktiv angebunden und deren zentraler Betrieb im ITZBund aufgenommen. Der Roll-out weiterer Behörden geht kontinuierlich weiter und wird bis voraussichtlich Ende 2024 laufen. Zu den Bundesbehörden, die die Fabasoft eGov-Suite im Einsatz haben, zählen unter anderem das Bundeskanzleramt, das Luftfahrt-Bundesamt, das Bundesamt für Soziale Sicherung, das Bundesinstitut für Berufsbildung und das Auswärtige Amt.
Seitens der Landesbehörden nutzen der Freistaat Bayern, Mecklenburg-Vorpommern, Niedersachsen, Rheinland-Pfalz und Hessen die Fabasoft eGov-Suite. Außerdem wird das System zur digitalen Aktenverwaltung auch in einigen Städten und Kommunen eingesetzt.  
Schweiz
In der Schweiz agiert Fabasoft 4teamwork mit der Software-Lösung OneGov GEVER in zahlreichen öffentlichen Verwaltungen.

## Belege
1. ↑  Aktenverwaltung: Öffentliche Verwaltung | Fabasoft eGov. Abgerufen am 12. Februar 2024.
2. ↑  Mit durchdachten Schulungskonzepten zum schnellen Roll-out | Fabasoft eGov. Abgerufen am 12. Februar 2024.
3. ↑  Erfolgreiche E-Verwaltungsarbeit | Fabasoft eGov. Abgerufen am 12. Februar 2024.
4. ↑  publisher: Die E-Akte Bund - für die moderne Verwaltung. Abgerufen am 12. Februar 2024.
5. ↑  Start der E-Akte Bund im Bundeskanzleramt | Fabasoft. Abgerufen am 12. Februar 2024.
6. ↑  Luftfahrt-Bundesamt schließt Migration in E-Akte Bund ab | Fabasoft eGov. Abgerufen am 12. Februar 2024.
7. ↑  Roll-out im Bundesamt für Soziale Sicherung | Fabasoft eGov. Abgerufen am 12. Februar 2024.
8. ↑  Die E-Akte Bund im Bundesinstitut für Berufsbildung (BIBB) | Fabasoft. Abgerufen am 12. Februar 2024.
9. ↑  E-Akte Bund erobert die Welt | Fabasoft eGov. Abgerufen am 12. Februar 2024.
10. ↑  E-Akte: Land Mecklenburg-Vorpommern erteilt Zuschlag an Fabasoft | Fabasoft. Abgerufen am 12. Februar 2024.
11. ↑  Die E-Akte als Standard in der Landesverwaltung Rheinland-Pfalz | Fabasoft. Abgerufen am 12. Februar 2024.
12. ↑  Fabasoft erhält Zuschlag im Vergabeverfahren zur „Beschaffung eines DMS für die Hessische Landesverwaltung“ | Fabasoft. Abgerufen am 12. Februar 2024.